# Milan Indoor 1997
Il Milan Indoor 1997 è stato un torneo di tennis giocato sul sintetico indoor. È stata la 20ª edizione del torneo, che fa parte della categoria Championship Series nell'ambito dell'ATP Tour 1997. Si è giocato a Milano in Italia, dal 24 febbraio al 2 marzo 1997.

## Campioni

### Singolare
Goran Ivanišević ha battuto in finale  Sergi Bruguera con il punteggio di 6–2, 6–2

### Doppio
Pablo Albano /  Peter Nyborg hanno battuto in finale  David Adams /  Andrej Ol'chovskij con il punteggio di 6–4, 6–4